# Штјахлави
Штјахлави (чеш. Šťáhlavy) је насељено мјесто са административним статусом сеоске општине (чеш. obec) у округу Плзењ-град, у Плзењском крају, Чешка Република.

## Становништво
Према подацима о броју становника из 2014. године насеље је имало 2.472 становника.